# Stoomgemaal Teylingens

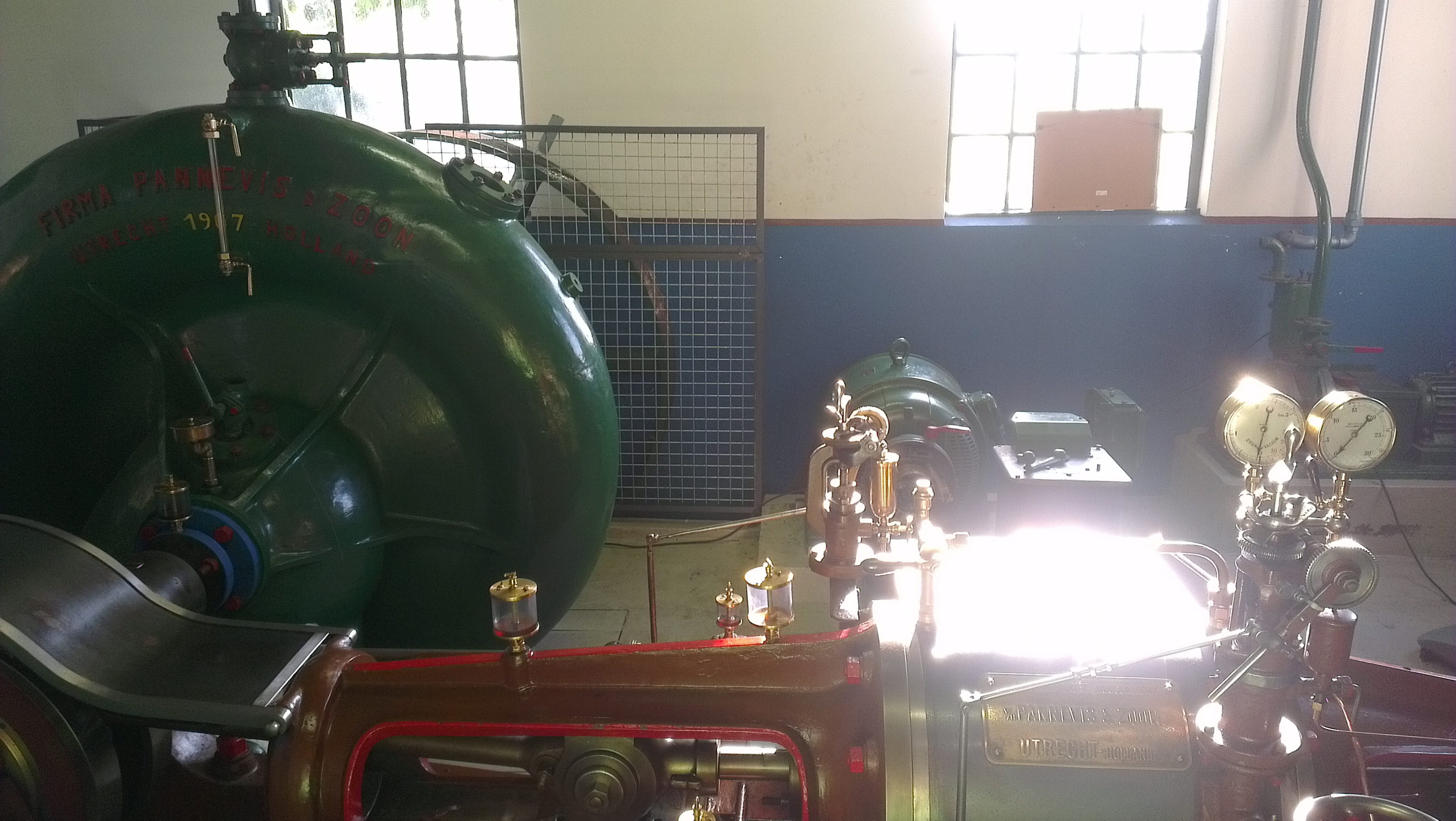
Stoommachine en centrifugaalpomp

Stoomgemaal Teylingens is een (voormalig) stoomgemaal tussen Kamerik en Woerden in de provincie Utrecht. Het uit 1871 stammende gemaal pompte water via de Kamerikse Wetering richting Oude Rijn. Het bemalingsgebied van het gemaal Teylingens beslaat de polders 's-Gravesloot, Groot-Houtdijk, Kamerik-Mijzijde en Kamerik-Teylingens. Het stoomgemaal is industrieel erfgoed en opgenomen in het register van rijksmonumenten.
In 1954 verving een elektrische pomp de stoommachine. Tot in de jaren 1960 de stoomketel werd verwijderd,bleef de elektrische pomp maalvaardig om te kunnen dienen als noodvervanging. In 1988 is naast het oude gemaal een volledig nieuw elektrisch gemaal gebouwd. Vanaf 2008 is een renovatie gaande met de bedoeling het stoomgemaal terug te brengen in de staat van 1953. Het is een van de weinige overgebleven gemalen in Nederland met een compound-stoommachine die direct de centrifugaalpomp aandrijft.

## Geschiedenis gemaal
Voor de bouw van het Teylingens stoomgemaal hielden windmolens de polders droog. In de 15e eeuw werden voor het eerst windmolens geplaatst op de oeverwal van de Oude Rijn om het teveel aan water uit het gebied weg te malen. Vanaf 1615 gebeurde dit op de plaats waar later het stoomgemaal zou worden gebouwd door de Kamerikse molen, die maalde met behulp van een waterrad het water uit de Kamerikse Wetering naar de Oude Rijn.

### Stoom
In de tweede helft van de negentiende eeuw werd besloten de windmolen te vervangen door een stoomgemaal.
Boote de Vries uit Wilnis maakte het ontwerp voor het bouwwerk. Kenmerkend voor zijn stijl zijn de 'wenkbrauwen' boven de ramen. Bij het ketelhuis van het gemaal werd een schoorsteen van 21 meter hoog gebouwd. De ketel en de stoommachine werden gegoten door ijzergieterij De Prins van Oranje die gevestigd was in 's Gravenhage. Het stoomgemaal kwam in 1871 gereed. De stoomketel moest wegens aanhoudende problemen later nog tweemaal vervangen worden. Het gemaal werd vernoemd naar de polder Teylingen waar het in staat. De polder is op zijn beurt vernoemd naar het geslacht Van Teylingen.

### Nieuwe stoommachine met centrifugaalpomp
In 1907 vond de eerste grote vernieuwing van het schepradstoomgemaal plaats. In verband met de bodemdaling werd besloten het scheprad te vervangen door een centrifugaalpomp. Dit werd aan de buitenkant van het gebouw zichtbaar door de verwijdering van het scheprad en de komst van een uitbouw op die plaats. In 1907 werd ook de eerste stoommachine vervangen. De compound-stoommachine die toen geplaatst werd staat er nog steeds. Hij was gegoten en gebouwd door machinefabriek 'Pannevis en Zn.' te Utrecht. De nieuwe machine had een vermogen van circa 80 pk en was uitgerust met een centrifugaalpomp die circa 145 omwentelingen per minuut kon maken. De stoommachine was kleiner dan zijn voorganger. In de vrijgekomen ruimte werd een werkplaats ingericht.

### Elektrische pomp
In 1953 werd naast de stoommachine een elektromotor aangebracht. Deze dreef met v-snaren de bestaande pomp aan. De elektromotor maakte circa 970 omwentelingen per minuut. De stoommachine bleef echter ook bedrijfsvaardig gehouden, in verband met de Koude Oorlog werd hij als reserve-aandrijving achter de hand gehouden. De stoommachine is tot in de jaren zestig gebruiksklaar gebleven. Uiteindelijk werd de ketel verwijderd en de schoorsteen dichtgemaakt. De stoommachine bleef staan, dat was noodzakelijk omdat de centrifugaalpomp om te kunnen draaien afhankelijk was van de lagering van de krukas. De elektrische motor had een 10kV onderstation nodig om voldoende stroom te krijgen. Dit onderstation werd geplaatst in de werkplaats.

### Elektrisch gemaal
In 1988 is naast het gebouw van het stoomgemaal een geheel nieuw elektrisch gemaal gebouwd. Het gemaal draait met twee verticale schroefpompen van Bosman uit Piershil. Deze schroefpompen worden aangedreven door elektromotoren. Twee pijpen, die door de oude gedempte sluis lopen, zorgen voor de afwatering. Het nieuwe gemaal wordt op afstand bediend via een telefoonverbinding. Met de komst van het nieuwe gemaal zijn de aanzuigpijp, de waterinnameput met grindreiniger en de stoomuitlaat van het oude stoomgemaal volledig afgedekt.

## Sluis
Bij de bouw van de eerste windmolen in de 15e eeuw is een sluis (waterbouwkunde) aangelegd voor de scheepvaart van de Kamerikse Wetering. De scheepvaart was belangrijk voor de transport van goederen in de polder. Naast afvoer van landbouwgoederen uit de polder werd er stadsvuil aangevoerd. De boeren gebruikten dit om hun landbouwgrond en weiden te bemesten en op te hogen. In 1911 is de sluis vernieuwd, er kwam een betonnen sluis. Deze nieuwe sluis wordt gerekend tot de vroege waterstaatkundige betonbouw. In 1961 werd de doorgang voor schepen naar de Oude Rijn onmogelijk gemaakt door het verlagen van de brug bij De Kruipin. Veel scheepvaart was er niet meer, de sluis gedempt met grond en puin. Bij de bouw van het nieuwe elektrische gemaal in 1988 is de sluis uitgegraven. Afgezien van de houten sluisdeuren waren alle onderdelen nog intact. In de voormalige sluis liggen de twee schroefpompen met uitwateringsbuizen van het nieuwe elektrische gemaal. De sluis is na de aanleg hiervan weer volgestort. In 2006 is in de sluis de inlaatduiker vervangen door een kunststof buis die dient als vispassage.

### Vispassage
Bij het gemaal is een vispassage aangelegd. Deze is bedoeld als doorgang voor vissen, zo is migratie mogelijk tussen de Oude Rijn en de polders rond Kamerik. De vissen moeten bij het gemaal een hoogte van 1,5 meter overbruggen. De passage die bij het Van Teylingengemaal is aangelegd is een sluisvispassage, ze werkt zoals als een schutsluis. De passage bestaat uit een buis met twee automatische afsluiters. Deze worden afzonderlijk van elkaar geopend. Dit voorkomt een te sterke doorstroom van water. De buis wordt niet helemaal afgesloten, er blijft een zogenoemde 'lokstroom' die vissen aantrekt.

## Renovatie
De stichting die het Stoomgemaal Teylingens beheert en restaureert heeft als doelstelling het gemaal terug te brengen naar de oorspronkelijke staat. Men wil alles weer te laten werken zoals het in 1953 werkte. De stichting wil daarnaast aan het publiek tonen wat een stoommachine wat waterhuishouding inhoudt. Het gemaal moet een educatief kenniscentrum worden waar de geschiedenis van de polder te zien is.
Na 2008 kon worden begonnen met de restauratie van het stoomgemaal te restaureren. Het gebouw is vervolgens van buiten en van binnen verbouwd en gerenoveerd. De schoorsteen die rond 1950 wegens bouwvalligheid met 5,7 meter was verlaagd is weer tot de oorspronkelijke hoogte van 21 meter opgetrokken. In 2010 gaf het waterschap toestemming te beginnen met herstelwerkzaamheden aan de machines. Om het hele stoomgemaal terug te brengen in de situatie van 1953 zou de in 1982 afgebrande machinistenwoning opnieuw gebouwd moeten worden.
Sinds 2011 kan de stoommachine op perslucht draaien, buiten het gemaalgebouw staat daarvoor een compressor opgesteld. Dit gebeurt ter demonstratie, er wordt geen water verplaatst.
Op 9 mei 2015 werd het gerestaureerde gemaal officieel geopend door de commissaris van de Koning, Willibrord van Beek. Het gebouw is gerestaureerd, de kolenloods is herbouwd en ingericht als bezoekerscentrum. De machine loopt weer, zij het nog niet op stoom, maar op perslucht.